# バイオハザード ダムネーション
『バイオハザード ダムネーション』（Resident Evil: Damnation）は、2012年7月12日から7月15日まで、アメリカ・サンディエゴの「コミコン・インターナショナル2012」で世界初公開され、同年10月27日より日本全国の劇場で公開されたフルCG映画である。3D&2D同時公開。カプコンのサバイバルホラーゲーム「バイオハザードシリーズ」を原案としている。

## 概要
本作は、2008年に公開された『バイオハザード ディジェネレーション』（以降、『DG』）の続編である。『DG』が日本国内において、3館のみ2週間限定の公開であったにもかかわらず、4,000万円を超える興行収入があったこと、また同作のDVD・Blu-rayが全世界あわせて160万以上の売り上げがあったことから、同作の続編を製作することが決定された。なお2010年にプレスリリースにて、同作の続編製作決定が告知された際の英語名は「biohazard: Damnation」であったが、のちにこれは「Resident Evil: Damnation」に変更されている。
時系列上ではゲーム『バイオハザード5』（以降、『5』）と『バイオハザード6』（以降、『6』）の間のエピソードであり（それゆえ、エンディングではスタッフやキャストのクレジットに合わせて『6』の映像やタイトルが表示され、同作へ続くことが明示されている）、『バイオハザード リベレーションズ2』とほぼ同時期に位置する。
『2』『4』で暗躍したエイダ・ウォンが（『6』に先駆ける形で）登場し、主人公のレオン・S・ケネディと共演しているほか、前作同様に登場クリーチャーもレオンと関わりのあるリッカーとタイラント、ガナードになっている。
本作の舞台である東スラブ共和国がソビエト連邦時代の構成国であったという設定にちなみCITEREFライブドア2012、劇中ではロシア語の文章が登場する。また、英語版では会話に英語が用いられているが、東スラブの人間は政府側・反政府側双方共にロシア訛りのある英語を用いている。
なお、これまでは人間の手による生物災害が描かれていたのに対し、今回は“生物兵器”対“生物兵器”が描かれている。
スタッフロールでは『6』の映像が流れる。

## 製作
キャラクターデザインの恩田尚之や監督の神谷誠、CG制作のデジタル・フロンティアなど、主要スタッフは前作から続投している。CG制作は2011年9月から2012年8月まで行なわれ、スタッフには俳優や声優を含めて450人（そのうち、デジタル・フロンティアから200人）が参加した。本作ではウクライナへのロケハンを行なったうえ、3D立体視に対応したのが前作との大きな違いである。モーションキャプチャ用のカメラも前作の50台から本作では100台に増やされたうえ、カメラ自体もより高性能機が導入された結果、取り込み精度は前作の8倍になった。また、モーションキャプチャ用にロサンゼルスでオーディションを行なったほか、リッカーの動きにも3割程度はモーションキャプチャが使われた。ライティングだけでも、10人が1か月をかけたという。
ロケハンで足りない部分は現地の他社スタッフに補佐してもらったが、デジタル・フロンティアで使用していた3DソフトがMayaだったのに対して他社は3ds Maxを使用していたため、データの受け渡しでは問題が発生した。そこでオープンソースのAlembicを用いることとなったが、予算的な問題からデジタル・フロンティアで『Alembic for 3dsMax』を開発することにより、問題を解決したという。
こうして制作された本作は、当時のデジタル・フロンティア史上最大規模であり、データ量は前作の10倍以上となった。

## ストーリー
『DG』の事件から6年後の2011年。元はソ連の構成国であったが冷戦終結後に独立した東欧の小国、東スラブ共和国の貧困問題に端を発する独立運動は、同国初の女性大統領であるスベトラーナ・ベリコバの呼びかけで終焉に向かいつつあった。しかし、政府が反政府側の自治区に有用資源を発見して再度攻撃を開始したため、独立運動は再開されて東スラブは今や内戦の地と化していた。
B.O.W.（生物兵器）が実戦投入された情報を受け、アメリカ合衆国大統領直属エージェントのレオン・S・ケネディは東スラブへ単独潜入する。その直後、政府事情によりアメリカは突如東スラブからの撤退を決めるが、レオンは命令を無視して戦場へ身を投じる。一方、東スラブの大統領府には「国連の対バイオテロ組織BSAAから来た」という女性が現れる。「東スラブ内で『プラーガ』が使用されていると報告され、そのための調査に来た」と語るのは、かつてラクーンシティ壊滅事件や南欧の事件で暗躍した女スパイのエイダ・ウォンであった。
元学校教師であり、反政府勢力の主要メンバーであるアレクサンドル・コザンチェンコは独立派の勝利のため、かつてヨーロッパの山村やアフリカのキジュジュ自治区で使用された寄生生物のプラーガを利用し、新技術により完全に制御下に置いたB.O.W.のリッカーを実戦投入する。
3人の運命が交差することにより、事件は思わぬ方向に突き進む。

## 登場人物
詳細は、バイオハザードシリーズの登場人物やリンク先の個別項目を参照。声優名は、英語版/日本語吹き替え版。

### アメリカ関係者
レオン・S・ケネディ
声：マシュー・マーサー / 森川智之
本作の主人公。『バイオハザード2』（以降、『2』）でラクーンシティから生還して以降、アメリカ大統領直属のエージェント。B.O.W.が実戦投入されていることがほぼ確実となった状況での一方的な撤退命令に納得できず、単独で東スラブ共和国に留まることを決意する。
なお、今回の潜入作戦“プロジェクト・オズ”においての暗号名は『オズの魔法使い』をモチーフにしており、レオンの暗号名は「ティンマン（ブリキの木こり）」。
武器は銃弾を現地調達する場合を想定し、AK-47をベースにほぼ全体をカスタムしたアサルトライフルをメインに、サイドアームには9mmパラベラム弾のハンドガンを装備している。ナイフも装備しているが、作中ではあまり使われなかった。序盤では装備の殆どをJDに奪われているため、拾ったバールやガナードから奪った包丁、植木鋏を使用していた。
イングリッド・ハニガン
声：サリー・サフィオッティ / 杉本ゆう
『4』や『DG』にも登場した女性。アメリカの政府機関に所属しており、通信を介してレオンのサポートを務めている。
案山子 [カカシ]
CIAが送り込んだ諜報員。本名は不明。暗号名は『オズの魔法使い』の「案山子」にちなむ。
作戦でレオンと合流する予定だった。合流時にはすでに重傷を負っており、言葉を発することさえも困難な状態だったが、それでもレオンに「養蜂家（ビーキーパー）」というメッセージを伝えた直後、突然襲撃してきたリッカーに斬首されて死亡する。また、生前にもたらした情報が、序盤のアメリカの撤退や終盤のアメリカとロシアの侵攻のきっかけとなる。

### エイダ関係者
エイダ・ウォン
声：コートニー・テイラー / 皆川純子
『2』でレオンと行動を共にした東洋系の女スパイ。本名を含めた素性のほとんどが不明。シモンズに雇われており、支配種プラーガを入手するため、BSAAから派遣された特別調査官と素性を偽り、東スラブ共和国政府を訪れる。
ディレック・C・シモンズ
エイダの雇い主。『6』における黒幕の1人であり、後にトールオークスでバイオテロを実行することになる。
作中では終盤の通信画面に不明瞭に登場するのみで名前も明かされていないが、エイダとの会話内容からシモンズであることが示唆されている。

### 反政府勢力
アレクサンドル・コザンチェンコ
声：デイヴ・ウィテンバーグ / 檜山修之
通称はバディ（相棒）かサーシャ（アレクサンドルの略称）。東スラブの反政府勢力主要メンバー。元小学校教師で、JDとは幼馴染。婚約者イリーナや教え子たちを政府軍の誤爆で殺されたことをきっかけに反政府軍に参加し、後に指導者であるアタマンの右腕的存在となった。
アタマンの死後は、彼の跡を継いで支配種プラーガを自らに寄生させ、リッカーの大群を従えて大統領府に攻撃を仕掛けた。武装はAK-47を装備。
JD
声：ヴァル・タッソー / 大畑伸太郎
反政府勢力のメンバー。本名は不明。アメリカという国家自体は嫌悪しているが、映画や音楽、ファストフードの影響でアメリカかぶれになっている。
イワン・ジュダノビッチ
声：ロビン・サックス / 飯塚昭三
通称はアタマン（長老）。反政府勢力長老議会の指導者。大統領府に侵入する作戦を画策するが、高齢の自身に支配種プラーガを投与した影響で体力が弱っており、サーシャやJDらの助けを必要とする。

### 東スラブ共和国政府
スベトラーナ・ベリコバ
声：ウェンディー・リー / 川崎恵理子
本作における事件の黒幕。東スラブ共和国の女性大統領。ソ連崩壊に伴いさまざまなビジネスに手を染め、オリガルヒ（大富豪）になる。その莫大な資金力を背景に政界へ進出して地位を高め、東スラブ初の女性大統領にまで上り詰めた。政策は富裕層を優遇したもので、テロ撲滅を掲げているが政策に反発した貧困層がデモなどで不満を表すだけでテロリストと断じて逮捕する、その結果生まれた反政府勢力を武力で弾圧するなど非情な人物。エイダが得ていた情報によれば軍の元教官(本人曰く「今も現役。」)で、プラーガやウィルスを得ていない生身ながらエイダやレオンと互角以上に渡り合うほどの卓越した身体能力を持つ。
大統領府の地下で密かに支配種のプラーガを培養しており、複数体のタイラントを保有している。
スベトラーナの秘書官
冷戦時代からのスベトラーナの戦友である男性。本名は不明。常に付き添うスベトラーナとは信頼し合っている様子。体格や戦闘技術は並よりは上だがエイダには軽くあしらわれ、拳銃を奪われる。物語終盤にはレオンとバディを確実に始末するため、増援としてスーパータイラント2体を投入する。小説版では政府軍に所属している弟がおり、兄弟共々スベトラーナに並々ならぬ忠誠心を抱いている事が明かされている。弟は小説版冒頭の反政府軍との戦いで壊滅した部隊に所属しており、本編の時点では戦死していると思われる。

## 登場クリーチャー
プラーガ
『4』『5』に登場した寄生生物。本作では支配種プラーガと従属種プラーガが登場し、リッカーを制御する。また、プラーガに寄生された人間は眼球が赤くなるという描写があるほか、プラーガに寄生されても辛うじて自我を保っている者が登場する。
なお当作品に登場するプラーガは、タイプ2以降のプラーガの有する「幼体を相手の口にねじ込んで即座に寄生させる」という、原種プラーガにはない特徴を持つ。
ガナード
従属種プラーガに寄生され、変異した人間たち。前作のゾンビに代わる脅威。反政府軍が所持していたプラーガが市街地に流出したために発生したが、その時点で支配種プラーガを宿していたアタマンが死亡していたため、コントロールを受けていない状態にある。
生前より肌が青白く、眼球が赤く変化して宿主となった人間は、中枢神経を乗っ取られて自我を失うが怪力を得るうえ、多少のダメージを受けても短時間で回復できるようになる。知性が残っており、武器を扱いながら組織的な集団行動で標的を追い詰め、プラーガの幼体を直接植え付けてガナード化させることにより、マジニのように早急に仲間を増やしていく。仲間を増やす際には口から花弁状の嘴に似た器官を露出させ、そこからプラーガの幼体を取り出して相手の口に無理矢理ねじ込む。
ゲーム版より動作がぎこちなく、言語を話す場面も非常に少ないため、外見はゾンビに近い。
小説版冒頭では、大群がアタマンに率いられ、政府軍兵士を襲撃している。
寄生体が露出したガナード
脳を破壊されて沈黙し、首から成長したプラーガが露出したガナード。露出したプラーガは棘の付いた無数の蠢く触手状に成長しており、それらを振り回して攻撃する。また、失われた宿主の脳の代わりに身体をコントロールしているため、動作は単純である。
リッカー
T-ウイルスに感染してゾンビ化した人間が、生者の肉を喰らって十分なエネルギーを摂取したことで、さらに変異したクリーチャー。本作では『5』に登場した「リッカーβ」のモデルが使用されており、初期のゲーム作品に登場したものに比べ若干大柄で筋肉質な体格となっている。元はラクーンシティの惨劇にて自然発生した存在だが、後にアンブレラ社やトライセル社によってクローンが量産され、現在ではブラックマーケットにてB.O.Wとして定着している。
本作に登場する個体はすべて従属種プラーガに寄生されており、支配種プラーガに寄生された人間（アタマンやバディ）によって制御され、政府軍を攻撃する。ガナードの様にプラーガの幼体を直接植え付けたりできるのかは不明。
タイラント
声：マイケル・マコノヒー
T-ウイルスの完全適合者であるセルゲイ・ウラジミールのクローンを素体に、アンブレラ社がT-ウイルスを投与して人体改造を施すことで誕生した、究極のB.O.W.。外見は『2』に登場したT-103型と酷似しているが、身長は4.3メートルにまで巨大化している。黒い耐弾・耐爆コートで全身を包んでおり、『2』では9mmパラベラム弾数十発のダメージで一時ダウンする程度の耐久力だったが、本作では表皮が固く、唯一露出している頭部をアサルトライフルで銃撃されても負傷しない。また、リッカーや人間の頭を握り潰すほどの握力、中型乗用車を片手で弾き飛ばして宙に浮かせるほどの腕力、スーパー化前でも走行するほどの機動性、頭部を狙われるとガードする知性を併せ持つ。
以下に、スベトラーナの秘蔵していた複数体を肩に記された番号別に記述する。
016＆008
2体とも大統領府の地下施設に秘蔵されたカプセルから出現。多数のリッカーを倒し、レオンとバディを追ってエレベーターに侵入するが、ワイヤーが切れてエレベーターごと奈落へ落下する。
013
地上に待機していたバディ以外の反政府軍兵士の掃討を行っていた個体。地上にたどり着いたレオンとバディの前に立ちはだかる。バディの率いるリッカー4体を倒し、逃げた1体を追い詰めて倒すが、レオンの銃撃によってタンクローリーの爆発に至近距離で巻き込まれ、スーパータイラント化する。
スーパータイラント
コートを外し、より強力な形態に変異したタイラント。各種能力がさらに向上し、動作も変異前より早くなっている。特に腕力が向上しており、全速力で走行する18トン以上の歩兵戦闘車を正面から受け止め、持ち上げられる。全身の表皮は岩石のように変化し右手は若干大型化、リッカーをパンチ一撃で葬り去る。反射速度や瞬発力も向上しており、飛来したロケット擲弾を掴める程である。また、高い知性は変異前から維持されているようで、歩兵戦闘車の砲撃を発射前に回避したり、頭を前に突き出して砲塔の動作を封じるなど、弱点を瞬時に見切っている。作中では3体が登場する。
013
タンクローリーの爆発に巻き込まれた結果、コートを外して変異し、レオンやバディと対峙する。レオンのRPG-7グレネードランチャーよる攻撃を、1発目はギリギリで回避し、2発目は掴んで投げ返す。また、バディの率いるリッカーを1体を残して全滅させたうえ、彼が運転するBMP-3を正面から受け止めて転倒させようとする。最後のリッカーに視界を塞がれた隙に、砲塔に乗り込んだレオンに頭部を接射でリッカーごと破壊され、沈黙する。
番号不明
恐らく016＆008。スーパータイラント013を倒した直後のレオンとバディに襲いかかり、弾切れになるまで追い詰めるが、2体とも突如現れた攻撃機A-10の機関砲掃射とミサイル攻撃で粉砕される。
ゾンビ
リッカーに襲われた政府軍兵士が、その保菌するt-ウィルスに感染して変貌したクリーチャー。小説版の冒頭にのみ登場。

## 主題歌
- エンディングテーマ『Carry On』 - 歌：土屋アンナ

## スタッフ
- 監督：神谷誠
- プロデューサー：小林裕幸
- 共同プロデューサー：植木英則
- 製作総指揮：辻本春弘
- 脚本：菅正太郎
- キャラクターデザイン：恩田尚之
- CGプロデューサー：豊嶋勇作
- CG監督：土井淳
- CG制作：デジタル・フロンティア
- 音楽：近藤嶺、内山修作
- 音響監督：高寺たけし、アレックス・フォン・デイヴッド（英語版）
- 音響デザイン：笠松広司
- 字幕版翻訳：浅野倫子
- 原作：カプコン
- 製作：バイオハザードCG2製作委員会（カプコン、ソニー・ピクチャーズ エンタテインメント）
- 配給：ソニー・ピクチャーズ エンタテインメント